# Dicranota (Eudicranota) dicranotoides
Dicranota (Eudicranota) dicranotoides is een tweevleugelige uit de familie Pediciidae. De soort komt voor in het Palearctisch gebied.